# Dietil 2-metil-3-ossosuccinato reduttasi
La dietil 2-metil-3-ossosuccinato reduttasi è un enzima appartenente alla classe delle ossidoreduttasi, che catalizza la seguente reazione:
dietil (2R,3R)-2-metil-3-idrossisuccinato + NADP+ ⇄ dietil 2-metil-3-ossosuccinato + NADPH + H+
L'enzima agisce anche sul dietil (2S,3R)-2-metil-3-idrossisuccinato ed anche sui corrispondenti dimetil esteri.